# František Ždiarsky
František Ždiarsky (* 9. leden 1927, Bratislava - † 8. červen 2004 Vyšné Hágy) byl slovenský horolezec, horský vůdce a člen horské služby.

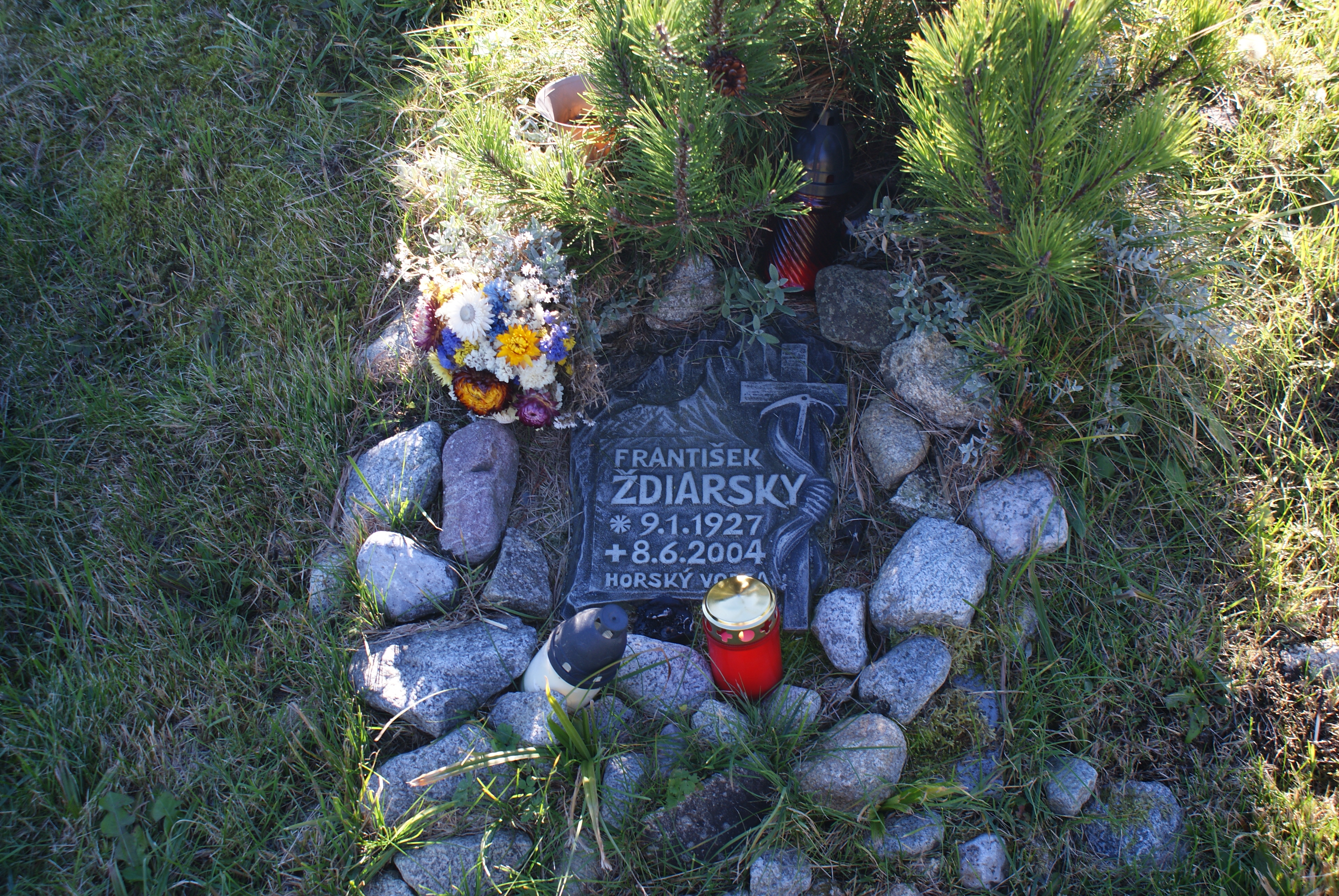
Hřbitov v Novém Smokovci ve Vysokých Tatrách

## Životopis
Bývalý dělostřelecký kapitán československé armády pracoval v meteorologické službě na letišti Poprad - Tatry a v Slovenský hydrometeorologický ústav v Gánovcích.
S aktivním horolezectvím začal ve Vysokých Tatrách v roce 1947. V roce 1960 se stal dobrovolným členem horské služby, byl přijat do Spolku horských vůdců, zakrátko získal odznak horského vůdce I. třídy. Jako horský vůdce více než 600krát vystoupil na Gerlachovský štít. Je autorem mnoha nákresů horolezeckých cest v horolezeckých publikacích. S jeho jménem jsou spojeny významné klasické prvovýstupy v tatranských stěnách. Horolezecké aktivity rozvíjel i v Alpách. Jeho spolulezci byli významní tatranští horolezci, například Alexius Körtvélyessy, Ivan Gálfy, Ivan Urbanovič, Stanislav Samuhel, Pavel Vavro st., Josef Alan Stolz a další.V roce 2002 byl oceněn Zlatým odznakem JAMES -u.  

## Seznam prvovýstupů
- Zadná bašta V, koutem SV pilíře (V)
- Dračí štít J, pravým vhloubením (III)
- Gerlachovská veža V, Samuhel - Ždiarsky, sněhovým žlabem
- Gerlachovská veža V, Prostředním žebrem (V-III)
- Kotlový štít JZ, pravou stranou-žebrem (III)
- Kotlový štít JZ, Urbanovým žlabem
- Opálová stena JZ, Urbanovič - Ždiarsky (VI, A)
- Prostredný hrot SV, zářezem na V žebro (III)
- Mlynické Solisko V, Žlabom (I) 1 hod.
- Mlynické Solisko V, Štrbské Solisko -hrana (IV)
- Mlynické Solisko V, Šedá lávka (CH- I)
- Furkotskej Solisko SV, Vysoká lávka žlabem (IV)
- Velké Solisko Z, Přední Soliskový zářez (CH-I)
- Velická stěna JZ, středem JZ stěny (VI)
- Vidlová věž Velká J, Východná Vidlová věž - středem stěny (IV, V)
- Javorový štít JZ, Kvasničková cesta (IV-V)
- Končistá Z, Štěrbina pod Malou Končistá (III)
- Končistá Z, Malá Končistá - stěnou vpravo (IV)
- Končistá Z, Malá Končistá - JZ žebro (III)
- Slavkovská kopa Z, Ždiarského cesta (IV)
- Volia vež JZ, JV stěnou (II) Horolezecké prvovýstupy Archivováno 20. 8. 2015 na Wayback Machine.